# Dōjunkai-Appartements

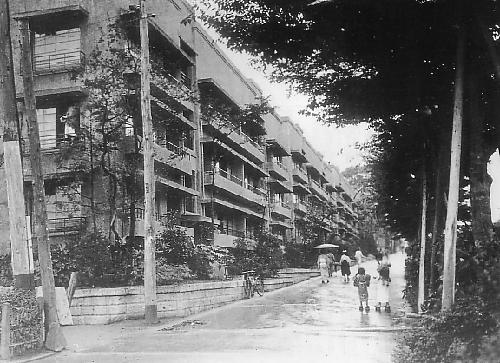
Aoyama-Apartements, kurz nach der Fertigstellung

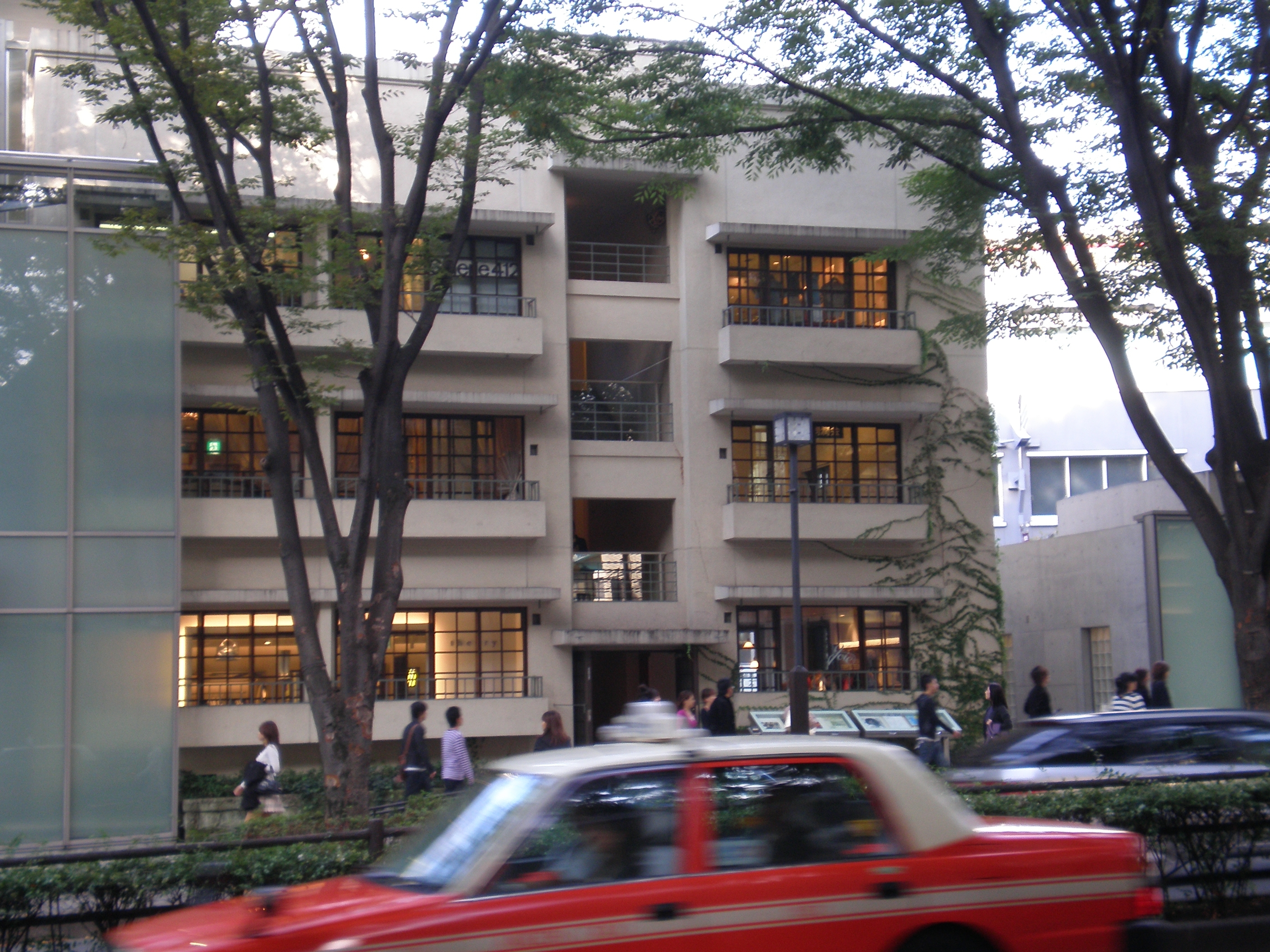
Aoyama-Apartements, Wiederherstellung

Die Dōjunkai-Appartements (japanisch 同潤会アパート) wurden in Tokio in den 1920er Jahren vom gemeinnützigen Verein „Dōjunkai“ (同潤会) nach dem Großen Kantō-Erdbeben 1923 als Mehrfamilienhäuser aus Stahlbeton errichtet.

## Übersicht
Die Dōjunkai wurde 1924 auf Spendenbasis vom Innenministerium gegründet und baute provisorische Unterkünfte und Holzhäuser für die Opfer des Kantō-Erdbebens. Von 1926 bis 1934 entstanden an folgenden 16 Stellen die Appartements:
1. Nakanosato-(中之郷)-Apartements – Bezirk Sumida, 1988 abgerissen
2. Aoyama-(青山)-Apartements – Bezirk Shibuya, 2003 abgerissen
3. Daikanyama-(代官山)-Apartements – Bezirk Shibuya, 1996 abgerissen
4. Yanagishima-(柳島)-Apartements  – Bezirk Sumida, 1993 abgerissen
5. (住利)-Apartements – Bezirk Fukagawa, 1993 abgerissen
6. (清砂通)-Apartements – Bezirk Fukagawa, 2002 abgerissen
7. Yamashita-machi-(山下町)-Apartements – Yokohama, 1987 abgerissen
8. Hiranuma-Stadt-(平沼町)-Apartements – Yokohama, 1987 abgerissen
9. Minowa-(三ノ輪)-Apartements – Bezirk Arakawa, 2009 abgerissen
10. Mita-(三田)-Apartements – Bezirk Minato, Bezirk Arakawa, 1986 abgerissen
11. Uguisudani-(鶯谷)-Apartements – Bezirk Arakawa, 1999 abgerissen
12. Uenoshita-(上野下)-Apartements – Bezirk Arakawa, 2013 abgerissen
13. Toranomon-(虎ノ門)-Apartements – Bezirk Chiyoda, 2000 abgerissen
14. Otsuka Girls-(大塚女子)-Apartements – Bezirk Bunkyō, 2003 abgerissen
15. Higashimachi-(東町)-Apartements – Bezirk Kōtō, 1992 abgerissen
16. Edogawa (江戸川)-Apartements – Bezirk Shinjuku, 2003 abgerissen

Die Gesamtzahl der Wohneinheiten betrug etwa 2800. Die Wohnungen verfügten nicht nur über Japans erste erdbebensichere und feuerbeständige Bausubstanz, sondern auch über ein fortschrittliches Design mit einem Besprechungsraum und einem Innenhof, das einen großen Einfluss auf die danach gebauten japanischen Wohngebäude hatte. Nach der Auflösung des Dōjunkais 1941 und nach der Übernahme der Verwaltung durch Tokio nach dem Zweiten Weltkrieg wurden die Appartements an die Bewohner verkauft. Nur das Otsuka Women’s Apartment, das für berufstätige Frauen gebaut worden war, blieb zunächst unter der Kontrolle der Stadt.
Einige Gebäude wurden durch den Krieg beschädigt, so dass die Sanierung seit den 1980er Jahren vorangetrieben wurde. Es gab eine Bewegung, weiterhin die Wohnungen zu erhalten und zu restaurieren, weil sie einen bedeutenden Wert in der Geschichte der Architektur und Lebenskultur in Japan hatten. Aber ab Ende der 1980er Jahre wurden sie, nun nicht mehr den Wohnansprüchen gewachsen, nach und nach abgerissen.